# Закон Вакернагеля
Закон Вакернагеля — правило, сформульоване швейцарським мовознавцем Якобом Вакернагелем щодо позиції ненаголошених слів в праіндоєвропейській мові.
Згідно з цим правилом, слабо- і ненаголошені слова (так звані клітики) примикали до слів під наголосом і займали друге місце в реченні. Граматичний клас першого (наголошеного) члена речення не був фіксований. Це явище (ненаголошені займенники і частки на другому місці в реченні) можна спостерігати частково і в інших сучасних індоєвропейських мовах, зокрема багатьох слов'янських (наприклад в чеській) та французькій (в останній як вторинне явище), а раніше — в литовській писемності, іноді між префіксом і основою слова, наприклад išmitrauk (витягни мене), в даний час використовується з ударним займенником ištrauk mane. Подібні конструкції, особливо з великою кількістю клітик, типологічно починають нагадувати полісинтетичні мови.